# Wild in the Country
!Wild in the Country" ("Salvaje en el campo") es la canción principal de la película homónima, grabada y popularizada por Elvis Presley en 1960.  Aunque la canción tiene elementos típicos de la música country como la temática de la letra y los coros, el compás de ésta se halla en tiempo de vals. El tema ingresó a las listas del Billboard al igual que a varias otras listas internacionales alcanzando como mejor posición los puestos # 4 en el Reino Unido y Bélgica.  

## Antecedentes, grabación y lanzamiento al mercado
La canción fue compuesta por la tríada de Hugo Peretti, Luiggi Creatore y George Weiss. 
El 7 de noviembre de 1960 Elvis grabó la pieza en los estudios Radio Recorders de Hollywood, California. RCA editó la toma # 19 de la sesión de grabación para confeccionar el máster. La compañía lanzó al mercado un sencillo con "Wild in the Country" como cara B y "I Feel So Bad" en la cara A el cual ingresó con sus temas a diferentes listas de Billboard, alcanzando Wild in the Country el puesto # 26 del Billboard Hot 100.
El sencillo fue certificado como disco de oro por la RIAA. 
Además de ser editado como disco simple, la canción forma parte del álbum de la banda sonora de la película "Wild in the Country"  y del álbum compilado "Elvis' Golds Records vol. 4". 
En 2017 el sencillo "I Feel So Bad/Wild in the Country" se posicionó en el puesto # 38 dentro de los 50 sencillos más vendidos de Elvis Presley en el Reino Unido, acorde al Official Charts Company, siendo It's Now or Never el # 1 

## Listas
| Charts (1961)                        | Posición alcanzada |
| ------------------------------------ | ------------------ |
| Alemania Offizielle Deutsche Charts) | 24                 |
| Bélgica Ultratop Flandes             | 4                  |
| Canadá                               | 6                  |
| Nueva Zelanda Lever                  | 5                  |
| UK Official Charts Company           | 4                  |
| US Billboard Hot 100                 | 26                 |